# エンジェル 僕の歌は君の歌
『エンジェル 僕の歌は君の歌』（エンジェル ぼくのうたはきみのうた）は、1992年に東宝配給で公開された日本映画。織田裕二主演。

## 概要
別れた恋人が余命一週間ということを知った青年の姿を描くラブストーリー。

## スタッフ
- 監督：渡邊孝好
- プロデューサー：小滝祥平、藤田義則
- 製作：佐藤光夫、市村朝一、和田仁宏
- 脚本：長谷川康夫
- 撮影監督：高間賢治
- 照明：磯貝幸男
- 美術：金田克美
- 編集：冨田功
- 音楽：岩瀬政雄
- 録音：桜井敬悟
- 助監督：片島章三

## 出演
- 大川竜彦：織田裕二
- 天野香織：和久井映見
- 神係爽子（天使）：大地真央
- 石田洋二：小木茂光
- 塚乃原明子：生田智子
- 原和雄：米山善吉
- 天野光蔵：川谷拓三
- 天野あやめ：星由里子
- 大竹まこと：大竹まこと
- 富田部長：上田耕一
- 地下鉄の新聞の男：鴻上尚史
- 自己啓発セミナーの講師：中村有志
- 花屋の老人：三木のり平
- 税関の男：大河内浩

## 主題歌
- エルトン・ジョン「僕の歌は君の歌 YOUR SONG」